# ランダウ・イン・デア・プファルツ
ランダウ・イン・デア・プファルツ（ドイツ語: Landau in der Pfalz）はドイツ連邦共和国 ラインラント＝プファルツ州に属する独立市。ズュートリヒェ・ヴァインシュトラーセ郡に囲まれており、同郡の郡庁所在地でもある。
プファルツワイン生産地域のブドウ園やワイン醸造所に囲まれている。また、ヨーロッパでも最大級のプファルツの森の東側に位置し、ドイツワイン街道につながっている。